# Myrtastrum rufopunctatum
Myrtastrum rufopunctatum là một loài thực vật có hoa trong Họ Đào kim nương. Loài này được (Pancher ex Brongn. & Gris) Burret mô tả khoa học đầu tiên năm 1941.